# Club Sport Alfonso Ugarte
Alfonso Ugarte es un club de fútbol peruano de la ciudad de Ica en el departamento homónimo. Fue fundado en 1924 y participa en la Copa Perú donde llegó a la semifinal de la Etapa Nacional en la edición 2004.

## Historia
El Club Sport Alfonso Ugarte fue fundado el 27 de febrero de 1924 en el sector de San Joaquín Viejo, distrito de Ica.
En 2002 fue campeón distrital y provincial por lo que clasificó a la Etapa Departamental de Ica donde llegó hasta la final siendo eliminado por Santa Rita de Grocio Prado que se quedó con el único cupo a la Etapa Regional.
En la Copa Perú 2004 clasificó a la Etapa Regional donde terminó en el segundo lugar de la Región IV y clasificó a la Etapa Nacional. Eliminó a Echa Muni y a San José de Chincha para clasificar a la semifinal del torneo.  Fue eliminado por Sport Ancash luego de perder en el partido de ida como local por 2-1 y obtener un empate 1-1 en el partido de vuelta en Huaraz.
Tras haber descendido hasta la Tercera Distrital de Ica, en 2019 Alfonso Ugarte ganó el grupo A de esa categoría y retornó a la Segunda División. En 2022 fue subcampeón de la Segunda Distrital y ascendió a la Primera División de Ica.
En 2024 llegó hasta los cuartos de final de la Etapa Provincial donde fue eliminado por Sport Aurora de La Tinguiña que le venció por 1-0.

## Uniforme
- Uniforme titular:  Camiseta azul con franjas verticales rojas, pantalón blanco, medias blancas.

## Estadio
Estadio de fútbol ubicado en la ciudad de Ica en la región del mismo nombre, es uno de los escenarios más pequeños del Perú ya que sólo recibe en sus instalaciones a 8 000 personas.
En el año 2002 se hizo el resembrado total del campo, gracias a un convenio entre en Instituto Peruano del Deporte, la Corporación Backus & Johnston y la Asociación Deportiva de Fútbol Profesional.

## Palmarés

### Torneos regionales
| Competición regional             | Títulos           | Subcampeonatos |
| -------------------------------- | ----------------- | -------------- |
| Etapa Regional - Región IV (0/1) |                   | 2004.          |
| Liga Departamental de Ica (1/1)  | 2004.             | 2002.          |
| Liga Provincial de Ica (2/0)     | 2002, 2004.       |                |
| Liga Distrital de Ica (3/0)      | 2002, 2004, 2024. |                |